# Järnsta
Järnsta is een plaats in de gemeente Ludvika in het landschap Dalarna en de provincie Dalarnas län in Zweden. De plaats heeft 57 inwoners (2005) en een oppervlakte van 35 hectare. De plaats ligt aan het meer Bysjön, circa 25 kilometer ten noordwesten van de stad Ludvika.